# PVP (groupe)
Pour les articles homonymes, voir PVP.
PVP est un groupe de punk rock espagnol, originaire de Madrid. Formé en 1980, durant l'époque de la célèbre movida madrilène. Ils comptent quatre albums studio, dont le plus apprécié et le plus recherché est le premier, Miedo (1982). Après la sortie du quatrième, publié en 1987, le groupe se sépare. 
Ils ne connaitront jamais le grand succès commercial, mais ont acquis un prestige auprès du public et de la presse spécialisée.
« Quand ils ont commencé, ils ont été étiquetés à la hâte comme le "Clash de Madrid". Leur son et leurs chansons rappelaient la force et le thème du célèbre groupe britannique, mais PVP avait (et possédait) sa propre personnalité. Son premier album, enregistré en 1982, était une bonne présentation avec des morceaux aussi enragés que Miedo et El Coche de la plas, caractérisés par un son rapide et dur. Oui monsieur, vous pourriez danser du pogo dessus. »

## Biographie
Le groupe est formé en 1980 par quatre jeunes de Madrid, dont les noms, par coïncidence, commencent tous avec la lettre J, ce qui signifie qu'ils étaient également connus sous le nom des « quatre Jotas. » Il s’agit de Juanjo (voix, guitare), qui avait vécu en France pendant un moment, où il était devenu passionné de musique jamaïcaine et de musique nouvelle (punk et post punk) ; Jesus (guitare solo), qui avait occasionnellement voyagé à Londres ; le bassiste José, né en Guinée équatoriale, et le batteur Jorge.Le nom du groupe correspond à l'acronyme de Precio de Venta al Público (en français : prix de vente pour le public), en référence à la société de consommation.
Après un temps en tournée en 1981, ils enregistrent une première démo aux studios Sapphire avec l’aide de Mariscal Romero et, quelque temps plus tard, enregistrent une seconde démo produite par Ramoncín. Le groupe acquiert rapidement acquis une réputation en tant que groupe très professionnel, contrairement à la plupart des groupes nationaux de l'époque :
« C'était comme si un groupe étranger avait déménagé dans l'underground espagnol. Ils ont offert des affiches attrayantes, une bonne promotion, une mise en scène passionnante, une qualité de son et des paroles en espagnol sur des sujets de tous les jours dans une ville pleine d'émotions fortes et souvent désespérées. »
Comme l'écrit le journaliste S. Luna en 1984, « la crédibilité et l'identité de ses actes et de ses déclarations ont servi à retrouver le jumeau originel qui était, bien sûr, en Angleterre. Et PVP est devenu le Clash hispanique. » D'autres variantes de leur surnom incluent « le Clash de Castilla » et « le choc de Madrid »,. Malgré l'inadéquation de la comparaison, le groupe ne se sent pas contrarié. À une occasion, ils déclarent : « On ne se soucie pas d'être comparé à quelque chose d'aussi beau que les Clash. »
Sans compter sur un contrat avec un label, en janvier et février 1982, ils entrent au studio d'enregistrement Sonoland pour enregistrer leur premier album. Dans l'édition de mai du magazine Rock espezial, le critique Diego Manrique, définissant PVP comme « des punks de haute résistance », déclare : « ils ont réalisé un puissant LP par leurs propres moyens et sont maintenant en négociation avec plusieurs sociétés nationales qui aspirent à le modifier. Le titre : Todo el mundo tiene un P.V.P.. » Ce titre est finalement remplacé par l'une des chansons, Miedo. Dans le même numéro, le magazine 

## Discographie

### Albums studio
- 1982 : Miedo (Belter, réédité en 2003 par Divucsa en format CD)
- 1984 : Las reglas del juego (21 Records)
- 1985 : Donde se pierde la luz (DRO - Tres Cipreses)
- 1987 : Bailio (Polygram – Virgin)

### Singles
- 1982 : Miedo / Tacón y cuero (Belter)
- 1982 : El Coche de la plas / Descontrol (Belter)
- 1984 : Entre las ruinas (21 Records)
- 1985 : Dioses en las sábanas (DRO - Tres Cipreses)
- 1985 : Un, dos... muévanse! (DRO - Tres Cipreses)